# يون سا بونغ
يون سا بونغ (بالكورية: 윤사봉)‏ هي ممثلة ومغنية كورية جنوبية. ولدت يوم 5 يونيو 1980 في سول في كوريا الجنوبية.

## روابط خارجية
- يون سا بونغ على موقع IMDb (الإنجليزية)
- يون سا بونغ على موقع قاعدة بيانات الفيلم (الإنجليزية)